# Island of Dreams
Island of Dreams es el décimo quinto episodio de la primera temporada de la serie de televisión estadounidense drama-sobrenatural Grimm. El guion principal del episodio fue escrito por Jim Kouf en conjunto con David Greewalt y la dirección general estuvo a cargo de Rob Bailey. 
El episodio se transmitió el 30 de marzo del año 2012 por la cadena de televisión NBC. Mientras que en América Latina el episodio se estrenó el 7 de mayo del mismo año por el canal Unniversal Channel. En este episodio Nick investiga el homicidio del Fuchsbau dueño de la tienda para Wesen, Freddy Calvert, durante el progreso el detective conoce a Rosalee Calvert, la hermana de Freddy que aunque desconfía de Nick está dispuesta ayudar a resolver el crimen.

## Argumento
Renard y Adalind se reúnen en una exhibición de arte para discutir el desarrollo de sus planes: Adalind ganándose el corazón de Hank. La Hexenbiest comenta que el detective no está interesado en ella, a lo que Renard le contesta que tiene la aprobación de hacer lo que sea necesario con tal de conseguir su cometido y le entrega una muestra de sangre de Hank. Al día siguiente Adalind pasa por la tienda de Freddy Calvert por unos ingredientes para cumplir con la órdenes del capitán Renard. Tan pronto la Hexenbiest se retira de la tienda, dos Skalengecks asaltan la tienda buscando algo llamado "J". Freddy aprovecha un descuido de los ladrones para activar la alarma de su tienda y muerde en la pierna a uno de ellos, lo que le causa su muerte cuando el criminal responde disparándole repentinas veces en su cuerpo.    
Al poco tiempo Nick, Hank y el sargento Wu llegan para analizar la escena del crimen. Nick sospecha que el homicidio de Freddy fue por causa de algún conflicto Wesen. A Oregon llega la hermana de Freddy, Rosalee Calvert quien al igual que su hermano es una Fuchsbau. Nick nota que Rosalee parece conocer las posibles razones por las que Freddy pudo haber muerto, pero la wesen solo está interesada en que se haga justicia a la tragedia por la que está pasando y descubre impresionada que el policía es un Grimm. Por otra parte Adalind usa la sangre de Hank y los ingredientes que recién compró en unas galletas para usar una poscima que a la larga hará que Hank se enamore de ella, cuando le entrega las galletas, la Hexebiest le advierte a su "salvador" que solo el puede consumirlas.
Mientras espera que Nick se desocupe del caso que recién está atendiendo, Juliette comienza a sospechar de la extraña actitud de Bud, el Eisbiber que le teme a Nick, pues aunque el wesen trata con respeto y algo de miedo al Grimm al enviarle toda clase de regalos, ignora por completo que Juliette no sabe quién es realmente su novio.
Con ayuda de los conocimientos de Monroe, Nick determina que los criminales que asaltaron la tienda son Wesen y que cometieron el crimen buscando una droga en el mundo de las criaturas conocida como J. Desafortunadamente no puede impedir que los Skalengecks asalten de nuevo la tienda y las cosas se complican cuando en el transcurso del asalto Rosalee es vista por los ladrones. Nick decide poner bajo custodia a Rosalee pero la wesen pide a Monroe como su guardaespaldas alegando que quiere estar cerca con "alguien que la entienda". Monroe accede a la petición y mientras protege a la testigo pasa un buen tiempo con Rosalee, aunque no puede impedir que la misma vaya de regreso a la tienda.
Nick se entera de lo acontecido y envía al sargento Wu para que proteja a Rosalee, pero cuando el sargento llega cae al piso víctima de un extraño maleficio, provocado porque el hombre consumió una de las galletas de Hank, sin el consentimiento del mismo. Rosalee se da cuenta de que es lo que sufre y prepara un antídoto que le salva la vida. Con Wu a salvo pero sin saber del paradero de los adictos a la droga J. Rosalee confiesa que durante una etapa de su vida fue adicta a la droga J y usando unos viejos contactos les consigue entradas a Monroe y Nick a una "isla de sueños" para Wesen. Lugar donde ambos encuentran a los Skanlengecks y los atrapan. Al día siguiente Monroe visita a Rosalee para agradecerle su intervención en el caso y se entera de que la wesen tiene planeado quedarse. Mientras en tanto Hank está comenzando a ser consumido por los efectos de la fórmula de Adalind.

## Elenco
- David Giuntoli como Nick Burkhardt.
- Russell Hornsby como Hank Griffin.
- Bitsie Tulloch como Juliette Silverton.
- Silas Weir Mitchell como Eddie Monroe.
- Sasha Roiz como el capitán Renard.
- Reggie Lee como el sargento Wu.

## Producción
El argumento de este episodio junto con el de Love Sick está basado pobremente en el cuento "Las Coles y el Burro", un relato de los hermanos Grimm; En él un cazador se enamora de la hija de una bruja, pero solo lo hace con el propósito de beneficiarse a sí mismo, dolida la hija de la bruja convierte al cazador en un burro. En ambos episodios Hank es el cazador y Adalind la hija de la bruja, aunque el resto del argumento pasa a ser un trabajo original.   

### Continuidad
- Aunque el episodio presenta la muerte de Freddy Calvert, también marca el debut de Rosalee Calvert.
- Nick establece contacto con unos Skalengecks, unas criaturas reptiloides que presencio por primera vez desde que descubrió sus poderes (Pilot).
- Adalind hechiza a Hank siguiendo las órdenes del capitán Renard, quien al parecer no ha olvidado su interés en Nick (Lonelyhearts).
- A pesar de las advertencias de Nick, Bud, el mecánico/Eisbiber sigue estableciendo contacto con Nick (Danse Macabre).
- Wu y Hank quedan involucrados más cerca del mundo Grimm.

## Recepción
En el día de su transmisión en los Estados Unidos el episodio fue visto por un total de 4.1500.000 de telespectadores.